# Бреніштарі
Бреніштарі (рум. Brăniștari) — село у повіті Джурджу в Румунії. Входить до складу комуни Келугерень.
Село розташоване на відстані 29 км на південь від Бухареста, 31 км на північ від Джурджу.

## Населення
За даними перепису населення 2002 року у селі проживали 1085 осіб, усі — румуни. Усі жителі села рідною мовою назвали румунську.